# Scottish Premiership (2025/2026)
Ten artykuł dotyczy trwającego lub niedawnego wydarzenia sportowego. Informacje w nim zamieszczone mogą się zmienić lub zdezaktualizować wraz z postępem zdarzenia. Początkowe doniesienia, wyniki lub statystyki mogą być niepewne. Ostatnie aktualizacje do tego artykułu mogą nie odzwierciedlać najbardziej aktualnych informacji.
Scottish Premiership 2025/2026 (znana jako William Hill Premiership ze względów sponsorskich) – jest trzynastym sezonem Scottish Premiership, a 130. edycją najwyższej klasy rozgrywkowej piłki nożnej w Szkocji.
Bierze w nim udział 12 drużyn, które w okresie od 2 sierpnia 2025 do maja 2026 rozegrają w dwóch rundach 38 kolejek meczów. Tytuł mistrzowski broni drużyna Celticu.

## Drużyny
| Uczestnicy poprzedniej edycji                                                                                 | Uczestnicy poprzedniej edycji | Uczestnicy poprzedniej edycji | Uczestnicy poprzedniej edycji |
| --- | ----------------------------- | ----------------------------- | ----------------------------- |
| CEL | Celtic                        | 1                             |                               |
| RAN | Rangers                       | 2                             |                               |
| HIB | Hibernian                     | 3                             |                               |
| DNU | Dundee United                 | 4                             |                               |
| ABR | Aberdeen                      | 5                             |                               |
| STM | St. Mirren                    | 6                             |                               |
| HRT | Heart of Midlothian           | 7                             |                               |
| MTH | Motherwell                    | 8                             |                               |
| KIL | Kilmarnock                    | 9                             |                               |
| DNE | Dundee                        | 10                            |                               |
| Awans z Scottish Championship                                                                                 |                               |                               |                               |
| FLK | Falkirk                       | 1                             |                               |
| po barażach                                                                                                   |                               |                               |                               |
| LIV | Livingston                    | 2                             |                               |
| Oznaczenia: - kolumna pierwsza – skróty nazw drużyn, - kolumna trzecia – miejsce zajęte w poprzednim sezonie. |                               |                               |                               |

## Runda zasadnicza

### Tabela
| Lp. | Drużyna             | M | Z | R | P | B+ | B– | +/– | Pkt | Kwalifikacja      |
| --- | ------------------- | - | - | - | - | -- | -- | --- | --- | ----------------- |
| 1   | Heart of Midlothian | 2 | 2 | 0 | 0 | 5  | 2  | +3  | 6   | grupa mistrzowska |
| 2   | Celtic              | 2 | 2 | 0 | 0 | 3  | 0  | +3  | 6   | grupa mistrzowska |
| 3   | Livingston          | 2 | 1 | 1 | 0 | 5  | 3  | +2  | 4   | grupa mistrzowska |
| 4   | Hibernian           | 2 | 1 | 1 | 0 | 4  | 3  | +1  | 4   | grupa mistrzowska |
| 5   | Kilmarnock          | 2 | 0 | 2 | 0 | 4  | 4  | 0   | 2   | grupa mistrzowska |
| 6   | Rangers             | 2 | 0 | 2 | 0 | 2  | 2  | 0   | 2   | grupa mistrzowska |
| 7   | Motherwell          | 2 | 0 | 2 | 0 | 1  | 1  | 0   | 2   | grupa spadkowa    |
| 8   | Dundee United       | 2 | 0 | 1 | 1 | 4  | 5  | −1  | 1   | grupa spadkowa    |
| 9   | Dundee              | 2 | 0 | 1 | 1 | 2  | 3  | −1  | 1   | grupa spadkowa    |
| 10  | St Mirren           | 2 | 0 | 1 | 1 | 0  | 1  | −1  | 1   | grupa spadkowa    |
| 11  | Falkirk             | 2 | 0 | 1 | 1 | 3  | 5  | −2  | 1   | grupa spadkowa    |
| 12  | Aberdeen            | 2 | 0 | 0 | 2 | 0  | 4  | −4  | 0   | grupa spadkowa    |

### Wyniki
| Gospodarz \ Gość    | ABE    | CEL    | DND    | DUN    | FAL    | HOM    | HIB    | KIL    | LIV    | MOT    | RAN    | STM    | ABE    | CEL    | DND    | DUN    | FAL    | HOM    | HIB    | KIL    | LIV    | MOT    | RAN    | STM    |
| ------------------- | ------ | ------ | ------ | ------ | ------ | ------ | ------ | ------ | ------ | ------ | ------ | ------ | ------ | ------ | ------ | ------ | ------ | ------ | ------ | ------ | ------ | ------ | ------ | ------ |
| Aberdeen            |        | 0–2    | 4 paź  | 27 gru | 30 sie | 22 lis | 25 paź | 13 gru | 13 wrz | 8 lis  | 10 sty | 3 gru  |        | 4 lut  | 21 lut |        | 14 mar |        | 11 kwi |        | 24 sty |        |        |        |
| Celtic              | 20 gru |        | 3 gru  | 10 sty | 29 paź | 6 gru  | 27 wrz | 8 lis  | 23 sie | 4 paź  | 3 sty  | 1–0    |        |        |        |        | 31 sty |        | 21 lut |        | 11 lut | 14 mar |        | 11 kwi |
| Dundee              | 6 gru  | 18 paź |        | 31 sie | 27 gru | 10 sty | 1–2    | 30 gru | 29 paź | 13 wrz | 8 lis  | 29 lis |        | 4 kwi  |        | 14 mar |        |        | 28 lut |        | 14 lut | 4 lut  |        |        |
| Dundee United       | TBD    | 1 lis  | 3 sty  |        | 22 lis | 2–3    | 20 gru | 27 wrz | 4 paź  | 13 gru | 3 gru  | 25 paź | 11 lut | 21 mar |        |        |        | 31 sty |        | 21 lut | 11 kwi |        |        | 24 sty |
| Falkirk             | 3 sty  | 13 gru | 25 paź | 2–2    |        | 30 gru | 23 sie | 1 lis  | 8 lis  | 3 gru  | 4 paź  | 13 wrz |        |        | 11 lut | 14 lut |        |        | 24 sty | 28 lut |        |        | 11 kwi | 21 mar |
| Heart of Midlothian | 2–0    | 25 paź | 1 lis  | 9 lis  | 27 wrz |        | 4 paź  | 3 gru  | 3 sty  | 23 sie | 20 gru | 13 gru | 28 lut | 24 sty | 21 mar |        | 21 lut |        | 11 lut |        |        | 11 kwi |        |        |
| Hibernian           | 30 gru | 29 lis | 22 lis | 13 wrz | 6 gru  | 27 gru |        | 2–2    | 18 paź | 10 sty | 29 paź | 30 sie |        |        |        | 4 lut  |        |        |        | 4 kwi  | 14 mar |        | 31 sty | 14 lut |
| Kilmarnock          | 29 paź | 13 wrz | 23 sie | 29 lis | 20 gru | 18 paź | 3 sty  |        | 2–2    | 22 lis | 6 gru  | 4 paź  | 31 sty | 14 lut | 11 kwi |        |        | 14 mar |        |        | 21 mar |        |        | 11 lut |
| Livingston          | 29 lis | 27 gru | 13 gru | 30 gru | 3–1    | 30 sie | 3 gru  | 10 sty |        | 25 paź | 27 wrz | 1 lis  |        |        |        |        | 4 lut  | 4 kwi  |        |        |        | 31 sty | 21 lut | 28 lut |
| Motherwell          | 27 wrz | 30 gru | 20 gru | 29 paź | 18 paź | 29 lis | 1 lis  | 30 sie | 6 gru  |        | 1–1    | 3 sty  | 14 lut |        |        | 28 lut | 4 kwi  |        | 21 mar | 24 sty |        |        | 11 lut |        |
| Rangers             | 1 lis  | 31 sie | 1–1    | 18 paź | 29 lis | 13 wrz | 13 gru | 25 paź | 22 lis | 27 gru |        | 30 gru | 21 mar | 28 lut | 24 sty | 4 kwi  |        | 14 lut |        | 4 lut  |        |        |        |        |
| St Mirren           | 18 paź | 22 lis | 27 wrz | 6 gru  | 10 sty | 29 paź | 8 lis  | 27 gru | 20 gru | 0–0    | 23 sie |        | 4 kwi  |        | 31 sty |        |        | 4 lut  |        |        |        | 21 lut | 14 mar |        |

## Najlepsi strzelcy
| Bramki | Strzelcy        | Drużyna             |
| ------ | --------------- | ------------------- |
| 3      | Ivan Dolček     | Dundee United       |
| 3      | Stuart Findlay  | Heart of Midlothian |
| 2      | Kieron Bowie    | Hibernian           |
| 2      | Scott Pittman   | Livingston          |
| 2      | James Tavernier | Rangers             |

Stan na 2025-08-10. Źródło:

## Trenerzy, kapitanowie i sponsorzy
| Drużyna             | Trener             | Kapitan            | Sponsor techniczny | Sponsor strategiczny           |
| ------------------- | ------------------ | ------------------ | ------------------ | ------------------------------ |
| Aberdeen            | Jimmy Thelin       | Graeme Shinnie     | Adidas             | TEXO                           |
| Celtic              | Brendan Rodgers    | Callum McGregor    | Adidas             | Dafabet                        |
| Dundee              | Steven Pressley    | Simon Murray       | Macron             | Crown Engineering Services     |
| Dundee United       | Jim Goodwin        | Ross Graham        | Erreà              | Quinn Casino                   |
| Falkirk             | John McGlynn       | Coll Donaldson     | O'Neills           | Crunchy Carrots                |
| Heart of Midlothian | Derek McInnes      | Lawrence Shankland | Hummel             | Stellar Omada                  |
| Hibernian           | David Gray         | Joe Newell         | Joma               | Bevvy.com                      |
| Kilmarnock          | Stuart Kettlewell  | Brad Lyons         | Hummel             | James Frew Ltd                 |
| Livingston          | David Martindale   | Ryan McGowan       | Joma               | Livi Self Storage              |
| Motherwell          | Jens Berthel Askou | Paul McGinn        | Macron             | G4 Claims                      |
| Rangers             | Russell Martin     | James Tavernier    | Umbro              | Unibet                         |
| St Mirren           | Stephen Robinson   | Mark O’Hara        | Macron             | Consilium Plumbing and Heating |

### Zmiany trenerów
| Klub                | Były trener           | Powód                             | Data odejścia | Nowy trener        | Data zatrudnienia | Źródło        |
| ------------------- | --------------------- | --------------------------------- | ------------- | ------------------ | ----------------- | ------------- |
| Przed sezonem       |                       |                                   |               |                    |                   |               |
| Rangers             | Barry Ferguson (tym.) |                                   | 2025-05-17    | Russell Martin     | 2025-06-05        | [ 7 ] [ 8 ]   |
| Heart of Midlothian | Liam Fox (tym.)       |                                   | 2025-05-18    | Derek McInnes      | 2025-05-19        | [ 9 ] [ 10 ]  |
| Dundee              | Tony Docherty         | Zwolnienie                        | 2025-05-19    | Steven Pressley    | 2025-06-02        | [ 11 ] [ 12 ] |
| Kilmarnock          | Derek McInnes         | Przenosiny do Heart of Midlothian | 2025-05-19    | Stuart Kettlewell  | 2025-05-26        | [ 10 ] [ 13 ] |
| Motherwell          | Michael Wimmer        | Przenosiny do Jahn Regensburg     | 2025-05-23    | Jens Berthel Askou | 2025-06-12        | [ 14 ] [ 15 ] |
| W trakcie sezonu    |                       |                                   |               |                    |                   |               |
|                     |                       |                                   |               |                    |                   |               |

## Stadiony
| Aberdeen                    |
| --------------------------- |
| Pittodrie Stadium, Aberdeen |
| 20 866                      |
|                             |

| Celtic               |
| -------------------- |
| Celtic Park, Glasgow |
| 60 411               |
|                      |

| Dundee            |
| ----------------- |
| Dens Park, Dundee |
| 11 775            |
|                   |

| Dundee United          |
| ---------------------- |
| Tannadice Park, Dundee |
| 14 223                 |
|                        |

| Falkirk                  |
| ------------------------ |
| Falkirk Stadium, Falkirk |
| 7937                     |
|                          |

| Heart of Midlothian          |
| ---------------------------- |
| Tynecastle Stadium, Edynburg |
| 19 852                       |
|                              |

| Hibernian                     |
| ----------------------------- |
| Easter Road Stadium, Edynburg |
| 20 421                        |
|                               |

| Kilmarnock             |
| ---------------------- |
| Rugby Park, Kilmarnock |
| 17 889                 |
|                        |

| Livingston                     |
| ------------------------------ |
| Almondvale Stadium, Livingston |
| 9 713                          |
|                                |

| Motherwell           |
| -------------------- |
| Fir Park, Motherwell |
| 13 677               |
|                      |

| Rangers                |
| ---------------------- |
| Ibrox Stadium, Glasgow |
| 50 817                 |
|                        |

| St Mirren                    |
| ---------------------------- |
| New St. Mirren Park, Paisley |
| 7937                         |
|                              |